# یواس‌اس دانکن (دی‌دی-۴۸۵)
یواس‌اس دانکن (دی‌دی-۴۸۵) (به انگلیسی: USS Duncan (DD-485)) یک کشتی بود که طول آن ۳۴۸ فوت ۳ اینچ (۱۰۶٫۱۵ متر) بود. این کشتی در سال ۱۹۴۲ ساخته شد.